# Blood Red Shoes
Blood Red Shoes er et britisk indie-rockband i Brighton, med Steven Ansell (oprindelig fra Horsham, West Sussex) på trommer og sang, og Laura-Mary Carter (oprindelig fra fra London) på guitar og sang.

## Discografi
- "I'll Be Your Eyes", EP, V2 2007
- "Box Of Secrets", CD Universal Records, 14-04-2008

## Musikinstrumenter

### Laura-Mary Carter
- Fender American Telecaster
- Fender Japanese '62 Reissue Telecaster
- Springtime
- Marshall DSL50 JCM2000 Head
- Marshall 1960TV Cabinet
- Boss DD-6
- Boss TU-2
- Marshall Guv'nor GV-2 Plus
- Electro-Harmonix Big Muff Pi
- Electro-Harmonix Deluxe Memory Man

### Steven Ansell
- Tama Drum Kit
- Zildjian Cymbals
- Ludwig Black Beauty Snare Drum
- Roland SPD-S sample pad